# Predalčna lesena gradnja
Predalčna lesena gradnja (nemško fachwerkhaus, v Švici riegelhaus) je najbolj znana v Nemčiji, Franciji in Angliji. Ogrodje je iz lesa z vodoravnimi in poševnimi palicami z medprostori, ki so napolnjeni z glinenimi ali opečnimi zidaki ali vrbovim popletom in ometani. Les je bil, razen poznega obdobja tega sloga, okrogel in obtesan. Tesarji so ga povezali s kovinskimi elementi, kot so žeblji ali vijaki.
Taka gradnja hiš se je razvila iz preproste prazgodovinske lesene gradnje. Ta način se je od prvih paličnih konstrukcij razvijal vse od antike do 19. stoletja in je eden prevladujočih v srednji Evropi severno od Alp in Angliji. V poznem obdobju se je uveljavil tudi v Alpah. Sodobni naslednik predalčne gradnje je leseni okvir.
Zasnova predalčne lesene gradnje verjetno izvira iz srednjevisokonemške besede vach za flechtwerk (pletenina, pletarski izdelek).

## Konstrukcija

### Načrtovanje
Tesar, ki je bil običajno tudi graditelj, je naris ali razrez izdelal neposredno na tla, pozneje in danes na površino lesa. To sta zdaj v glavnem prevzela arhitekt in inženir, vendar pa ima tesar še vedno najpomembnejšo vlogo. Zdaj uporabljajo programsko opremo CAD. Včasih izdelajo tudi model.

### Sestavine
Glavni deli predalčne gradnje so:
- spodnji poveznik (spodnja lega ali spodnji prečnik) v vsakem nadstropju;
- soha, steber, stojka so navpični podporniki na spodnjem povezniku; vogalne sohe in povezovalni stebri so debelejši od okenskih, vratnih in vmesnih soh;
- zgornji poveznik (tram) leži vodoravno na sohah;
- menjalnik (nosilec) leži prečno in povezuje sohe; nad okensko odprtino je prekladni menjalnik, pod njo pa parapetni menjalnik;
- opore so diagonalni trami, ki vpenjajo stebre, spodnje in zgornje ročice (vezi, opore), povezujejo stojke s povezniki in menjalniki;
- polja so praznine v skeletu, zapolnjena z opeko;
- stropnjaki, zgornje lege so tramovi, ki ležijo prečno na poveznikih in nosijo talne deske;
- brane, tramovne glave so tramovi, ki pogosto štrlijo navzven;
- konzole podpirajo tramovne glave.

Tesan les ima presek 10 x 10 in 18 x 18 cm. Zaporedni deli se običajno spajajo z lesenimi klini. Leseni žeblji imajo premer približno 2 cm in so vsaj 2 cm daljši od debeline poveznika. Sestavne dele po razrezu označijo, da jih hitro in pravilno sestavijo na gradbišču. 

### Material
Les je predvsem hrast in graden, jelka se uporablja na območjih, bogatih z njimi, saj so odporni proti vremenskim vplivom in gnilobi.
Medprostore zapolnijo z lesenim popletom, napolnjenim z mešanico slame in ilovice, ali z opeko ali kamnom, zidane pa z opeko in so ometane.

### Okrasne oblike
Umetniški videz pollesene hiše je manj izrazit, odvisno od regije in obdobja gradnje. Kot okras delujejo zlasti razporeditev podpornih in togih tramov, vstavitev dodatnega, statično nepotrebnega lesa kot okras, uporabljene oblike lesa (rezbarija in poslikave), pa tudi barvna različica predelkov ali uporaba klinkerja. Vrsta okraševanja, ki se je uporabljala po različnih regijah in obdobjih, ima tudi različna imena. Nekatere vrste so lahko zgradili samo stari mojstri.
Predalčne stavbe imajo med drugim te oblike okrasja:
- Andrejev križ,
- ovratnik (bundwerk) je izraz v umetnosti mizarstva in podeželske arhitekture iz 19. stoletja, zlasti v Avstriji, na Južnem Tirolskem in na Bavarskem,
- obešeni ali trapezni friz (okoli 1500–1540),
- dvojna prečka,
- diamantni trak (kot povečanje verižnega friza),
- napisi (na primer "Nisi Dominus Frustra; psalm 127"),
- pahljačasti friz (okoli 1535–1560),
- figuralni friz,
- verižni ali tračni friz (okoli 1550–1670),
- čepi (konzole), okrašene s kipi svetnikov, okrogle in oblike volut ali zarez; na primer hiši Huneborstelsche in Ritter St. Georg v Braunschweigu,
- križni friz,
- listnata palica (okoli 1520–1550),
- podoba moža, oblika prečnih opornikov v več različicah, tudi Wilder Mann (divji mož),
- sončne plošče (iz kamna v renesančni arhitekturi, Braunschweig 1533, Bad Salzuflen 1633),
- friz s poševnim križem,
- stopničasti friz (Halberstadt, Ratskeller 1461, Kriegsverlust – Braunschweig 1526), hiša Ritter St. Georg v Braunschweigu,
- vrvna palica (okrasni trak kot zavita vrv s krožnim prerezom – hiša Vines Stock v Bad Wildungnu).

- Andrejev križ, uporabljen v niši s svetnikom z lesenimi tramovi
- Divji mož na obnovljeni stavbi v Laufu  (Pegnitz)
- Figuralni friz na Stari tehtnici (Alten Waage) (Braunschweig)
- Velik angelski vogal na mestni hiši v Romerbergu v Frankfurtu na Majni
- Odprta stena v Alfterju blizu Bonna

## Zgodovina
Našli so hiše iz neolitske michelberške kulture, ki so bile zgrajene z žarkastim lesenim okvirjem.
Rimski arhitekt Vitruvij okoli 33 pred našim štetjem v svojem delu O arhitekturi (De Architectura) omenja gradnjo predalčij. Leta 79 je Vezuv pokopal antično rimsko mesto Herkulanej. Arheologi so odkrili delno polleseno stavbo (latinsko: Opus Craticium). Tako imenovana rimska dolga hiša iz 1. stoletja je bila zgrajena že v slogu predalčne lesene gradnje. V zgodnjem srednjem veku je bil ta način pri gradnji hiš v Srednji Evropi že razširjen in se je v srednji Evropi obdržal od prve polovice 12. do 19. stoletja. Bil je najbolj razširjena oblika gradnje severno od Alp v Nemčiji, delu Francije, v Angliji in Skandinaviji. Pollesene stavbe so znane tudi na območjih, bogatih z lesom, v  nekdanjem turškem cesarstvu od Bolgarije do Sirije. Gline za zapolnitev prostorov med lesno konstrukcijo je bilo tudi dovolj. 
V Nemčiji sta bili v uporabi dve vrsti pregrajevanja prostora: starejša srednjeveška stebrna konstrukcija (Ständerbau), pri kateri so stebri med stenami od praga do strehe, in mlajša okvirna gradnja (Rähmbau ali Stockwerksbau), pri kateri je vsako nadstropje samostojno. Povod za ta razvoj je bilo domnevno pomanjkanje lesa v rastočih mestih. Tudi želja po višjih stavbah ali krajšem lesu, lažjem za ravnanje z njim in prevoz, je spodbujala nastanek tega načina gradnje. Najstarejša je pekarna v Eppingerju na Altstadtstraße 36 iz leta 1412. Pogosto je zgornje nadstropje segalo nekoliko izven gabarita spodnjega nadstropja.

### 13.–14. stoletje
Do leta 1970 so lahko starost lesa predalčnih stavb ocenjevali le na podlagi strukturnih in slogovnih značilnosti. Šele z uporabo dendrokronologije so lahko starost lesa določili zelo natančno. Taka preiskava je leta 1984 pokazala, da je bila pollesena hiša takratne Zvezne republike Nemčije zgrajena leta 1276 v mestu Göttingen. Najstarejši do zdaj ugotovljeni sta hiši v Esslingenu am  Neckar, na Heugasse 3 iz leta 1262/63 na Weber Gasse 7 iz leta 1267. Stara mesta Esslingen, Göttingen in Limburg an der Lahn imajo številne zelo stare pollesene hiše iz 13. in 14. stoletja.
Ker so bili v kasnejših obdobjih pogosti požari, je zelo težko najti zelo stare hiše.

### 15. stoletje
Iz  15. stoletja so znane hiše z izrezljanimi reliefi, napisi ali vzorci. V Nemčiji razlikujejo tri skupine slogov.
- alemanski (Alemannisches Fachwerk) najdemo predvsem na jugozahodu Nemčije, Švice in Alzacije,
- frankovski (Fränkisches Fachwerk) je pretežno v Švici, v Turingiji, Hessnu, Severnem Porenju in Vestfaliji, Porenju in na Pfalškem, pretežno kot gospodarska poslopja,
- spodnjesaški (Niedersächsisches Fachwerk), izvor je severna Nemčija med Nizozemsko in Prusijo v obliki dvoranskih hiš za gospodarska poslopja.

Meje med slogi niso strogo ločene. Tako najdemo leseno predalčno konstrukcijo v Paulinzelli (okrožje Rottenbach v Turingiji) pri ruševinah nekdanjega samostana, zgrajenega v 15. stoletju v alemanskem slogu.

### 16.–18. stoletje
Stavbe, zgrajene v lesenem predalčnem slogu iz 16. do 18. stoletja, so okrašene.

### 19. stoletje
Z začetkom industrializacije mineralnih in kovinskih vrst materiala je postala proizvodnja učinkovitejša in prevoz enostavnejši. Tako so bile v nasprotju z lesom prvič praktično neomejeno na razpolago trdnejše konstrukcije. Konvencionalni gradbeni les v srednji Evropi je bil skoraj popolnoma odpravljen. Pollesene stavbe, sorazmerno tanke, nevarne za požar, niso več izpolnjevale zahtev tistega časa. Les za okvirne konstrukcije se je zmanjšal na strojno in enakomerno debelino.

### 20. in 21. stoletje
Od približno leta 1900 dalje so v Nemčiji redko gradili predalčne hiše, nasprotno pa je bila tovrstna gradnja v Severni Ameriki zelo priljubljena in prevladuje. 
Tradicionalna gradnja je danes redka. Današnja lesena gradnja je le malo podobna staremu slogu, saj je les od zunaj le delno viden.
Redka so gradbena podjetja, ki so se specializirala za gradnjo lesenih predalčnih hiš v tradicionalnem slogu. Ena takih je družba Der Spieker iz Walsroda in leta 1921 ustanovljeno podjetje  Emil von Elling iz Winsna (Luhe).

## Razširjenost

### Nemčija
Kljub precejšnjemu uničenju v drugi svetovni vojni se je več kot milijon predalčnih hiš ohranilo v Braunschweigu, Frankfurtu na Majni, Hamburgu, Hannovru, Halberstadtu, Hildesheimu, Kasslu in Nürnbergu, pa tudi drugod, med njimi je tudi nekaj cerkev. Take hiše še danes določajo podobo celotnih starih mest in vasi. V Stolbergu (Harz) je zgodovinsko središče z več kot 500 let starimi ohranjenimi hišami. V državi so tudi številne posamezne koče, predvsem na podeželju.
Nemške predalčne hiše presenečajo z različnimi konstrukcijskimi in okrasnimi elementi. Regionalne razlike so zelo velike, nekateri osnovni vzorci pa so se razširili v večjem delu. Nekaj predstavnikov frankovskega sloga je v Alzaciji, alemansko predalčje je mogoče najti v podobni obliki v Zahodni Nemčiji, Švici in Predarlski. Spodnjesaške stavbe so še posebej znane po svojih bogatih, izklesanih okrasjih, ki se pojavljajo veliko redkeje v osrednji in južni Nemčiji. Na drugi strani (območje Bavarske južno od Donave) so tovrstne gradnje skoraj neznane. V Immenstaadu je bila leta 1578 zgrajena Schwörer Haus.
Zlasti v 18. in 19. stoletju so bile predalčne stene pogosto prekrite z lesom ali skrilavcem, tako da je strukturo sorazmerno težko prepoznati od zunaj. V nekaterih predelih, kot je Bergische Land (Severno Porenje - Vestfalija), so imeli regionalne postopke načrtovanja, pri katerih je skrilavec igral posebno vlogo.
Druga znana posebna vrsta paličnih konstrukcij je Umgebindehaus, posebna vrsta hiše z zasnovo bloka z lesenim okvirjem in trdno konstrukcijo, najdemo jih od Spodnje Šlezije do Zgornje Lužice in Severne Češke do Labe.
Na temeljih Franckove (August Hermann Francke) ustanove (sirotišnice) v Hallu stoji največja lesena predalčna hiša v Evropi.

### Švica
V severovzhodni Švici, v kantonu Thurgau in še posebej v Züriškem kantonu je več kot 90 % starejših kmečkih lesenih hiš; (po ocenah več kot 600.000 pravih lesenih predalčnih hiš in številne mešane oblike) vasi (Unterstammheim in Oberstammheim, Nussbaumen, Uesslingen) imajo skoraj v celoti predalčne hiše. Les je rdeče pobarvan, polnila pa so bela. Pravokotno mrežo skoraj vedno prečkajo diagonalni nosilci. Za ohranjanje ogroženih je bil ustanovljen muzej na prostem v Ballenbergu.

### Avstrija
Klasične predalčne konstrukcije praktično ni. Le nekaj stavb je v Vorarlbergu. Pogostejša je tako imenovana brunarica (Bundwerk).

### Francija
V Alzaciji so hiše predvsem v slogu frankovskih in alemanskih, tj. nemških predalčnih hiš, zaradi zgodovine in kulture, v Normandiji in Šampanji temeljijo na različnih francoskih predalčjih. Zaradi dveh vojn v 20. stoletju jih ni veliko. V ožjih mestnih središčih jih je še vedno mogoče najti v Rouenu in Troyesu ter nekaterih manjših krajih. Precej pollesenih hiš je v nekaterih vaseh v Šampanji.
V Normandiji je veliko manjših graščin in podeželske arhitekture v predalčni gradnji. Navpični stebri francoskih predalčij so pogosto zelo tanki in so tesno vpeti med glavnimi stebri, pogosto veliko bolj neenakomerno kot na primer pri nemških stavbah. Bogate rezbarije nekaterih stavb, posebej v Normandiji, kažejo visoko znanje francoskih tesarjev. Prav tako ni mogoče slediti različnim slogom v časovnem zaporedju. Že stoletja so nespremenjene, kar kaže hiša na ulici Volta 3 v Parizu: to je najstarejša hiša v Parizu, zgrajena naj bi bila leta 1292 (morda tudi 1240), v skladu z najnovejšimi raziskavami je iz leta 1644. Posrednjeveške stavbe imajo pogosto enostavne diagonalne križe ali obliko diamanta. Posebnost je ukrivljen zatrep, ki so ga z veseljem posnemali v 19. stoletju v Nemčiji.

### Baskija
Tradicionalna baskovska hiša iz paličnih elementov je kmetija (baskovsko: baserriak) . Zgornja nadstropja so zgrajena zamaknjeno navzven. Najstarejše kmetije ga imajo v tretjem nadstropju, včasih je bilo uporabljeno spajanje brun. Polnila so bila narejena s prepletenim lesom ali kamnom, pokrita z ilovico in nato ometana z belo apneno barvo, ali so bila zidana z opeko. Čeprav je celotna nosilna konstrukcija izdelana iz lesa, je les viden le na glavni fasadi, ki je običajno usmerjena na jugovzhod. Leseni tramovi so pogosto pobarvani temno rdeče.
Kmetije so bile, če je bilo finančno mogoče, zidane iz kamna ali opeke. Leseno predalčje je bilo znak revščine, saj je bil hrastov les cenejši kot zid. Zato je bilo spodnje nadstropje pogosto zidano, zgornje pa predalčna lesena konstrukcija. Taka gradnja je bila običajna od 15. do 19. stoletja, in to na vseh baskovskih ozemljih z atlantskim podnebjem, razen v Zuberoi, najpogosteje pa jih je najti v Lapurdiju.
Predalčne lesene hiše so v vaseh in mestih tudi enodružinske hiše, kot je vidno na fotografiji iz vasi Ustaritz.

### Belgija
V Belgiji so predalčne lesene hiše našli predvsem v provincah Liège, Limburg in Luksemburg. V muzejih na prostem Fourneau Saint-Michel in Bokrijk so obnovili veliko hiš, prav tako v mestu Liege. Predalčne fasade, ki so bile posodobljene in spremenjene s kamnitim in cementnim ometom, so ponovno vidne. V primerjavi z nemškimi hišami so fasade preprosto okrašene, razen kamna z imenom hiše. Les je redko pobarvan. Značilno je pritličje mestnih hiš v modrem kamnu ali peščenjaku, zgornja nadstropja pa so predalčne konstrukcije. Dober primer je rojstni kraj skladatelja Andréja Ernesta Modesta Grétryja, zdaj Grétryjev muzej. 

### Anglija
Na srednjeveške in zgodnje sodobne stanovanjske arhitekture v Angliji je močno vplivala predalčna lesena gradnja, ki je pogosto precej podobna francoski. Presenetljiva je podobnost v severni Franciji, tako imenovani zaprti slog (closed studding), za katerega je značilno izredno tesno zaporedje stebrov. V tem slogu sta najstarejši ohranjeni leseni stavbi v Evropi, dva velika skednja iz leta 1205 in 1235 Cressing Temple. Stebri v obliki ribje kosti (herringbone studding) imajo diagonalne opornike. Nekatere okrasne oblike spominjajo na nemške. Slogi so ostali nespremenjeni stoletja.
V številnih angleških mestih so še lepe predalčne lesene stavbe. Dobro ohranjeno je srednjeveško mesto York, tudi v Londonu je imela pollesena stavba pomembno vlogo; v središču Londona na ulici Strand je še vedno hiša iz 16. stoletja. Lepe predalčne stavbe so tudi v vzhodni Angliji v Warwickshiru, Worcestershiru, Herefordshiru, Shropshiru in Cheshiru, kjer je Litle Moreton Hall ena najlepših ohranjenih angleških predalčnih hiš. V Kentu in Sussexu je vrsta tako imenovanih hiš weald, stavba z osrednjo dvorano in odprtim delom strehe notranjosti.

### Italija
Nekaj predalčnih hiš je v severni Italiji (v Piemontu, Lombardiji, okrog Coma) in Bologni.

### Poljska
V severni Poljski (deli nekdanje države Prusije) poznajo predalčno leseno gradnjo. V poljščini se imenuje mur pruski in velja za  nemško. Zato so bile številne predalčne hiše ometane ali so bila kako drugače zakrita predalčja ob Odri in Nisi, zlasti po drugi svetovni vojni.

### Češka
Tudi v današnji Češki (zgodovinska Češka) so različne predalčne lesene hiše, podobne hišam v sosednjih nemškim predelom. Znane so predalčne hiše egerlander.

### Rusija
Kljub velikemu uničenju med drugo svetovno vojno so številne predalčne lesene hiše ostale v prej Vzhodni Prusiji, današnjem Kaliningradu, na primer v mestu Kaliningrad (prej Königsberg) in v obalnem letovišču Selenogradsk (prej Cranz).

### Litva
Leta 1920 so prvič so našli predalčne lesene hiše v nekdanjem Memelgebietu, ločenem od Vzhodne Prusije, še posebej v mestu Klaipeda (prej Memel).

### Grčija
Zaradi pomanjkanja lesa so v Grčiji gradili hiše iz kamna in opeke. Nekaj je predalčnih lesenih hiš je v severni in severozahodni Grčiji.
Na otoku Lefkada so v 18. stoletju zaradi potresne nevarnosti uvedli gradnjo predalčnih lesenih stavb. Močno spominjajo na srednjeevropske, so pa zelo pisanih barv v sredozemskem slogu. Nekatere so bile obnovljene in delno prenovljene. V primerjavi s stroški konvencionalne potresno odporne gradnje so predalčne hiše boljše.
V poznem 19. stoletju so bile v obdobju historicizma predalčne hiše zelo moderne romantične vrtne hiše ali skrbniške hiše, na primer vile arhitekta Ernsta Zillerja.

### Brazilija
Nemško priseljevanje je imelo za posledico gradnjo nekaj predalčnih lesenih hiš tudi v Braziliji. V južni Braziliji je v mestih precej takih hiš (Ivoti, Dois Irmãos, Nova Petrópolis, Teutônia, Blumenau, Joinville, Jaragua do Sul, Pomerode, Campos do jordão in Curitiba).

### Severna Amerika in Avstralija
Predalčne lesene hiše so gradili kolonisti v Severni Ameriki in Avstraliji od 17. do 19. stoletja. Kot prostorske strukture kažejo britanski, pa tudi nizozemski vpliv in vpliv severne Nemčije.
Številčno je največ hiš iz 19. stoletja v ZDA in Avstraliji. Običajno so ekonomično sestavljene, na zunanji strani so obložene z lesom. Kljub temu pa imajo na primer v Avstraliji hiše nemških priseljencev vse podrobnosti in značilnosti severnonemško-pruske gradnje.

### Japonska
Na Japonskem so v grajski arhitekturi uporabljali posebej zahtevne strešne konstrukcije. V japonski grajski arhitekturi se je pojavila nova drzna ideja v vseh nadstropjih, od kleti do zgornjega šestega ali sedmega nadstropja, dva trdna stebra sta namenjena varnosti pred potresi in nevihtami . En steber je izdelan iz enovitega kosa smreke, dolgega 24,80 m in z največjim premerom 95 cm. To ustreza velikosti prvega stebra. Drugi steber je sestavljen iz dveh delov (smreka in jelka) in so ga še okrepili leta 1655. V vsakem nadstropju so tla iz debelih desk.

## Prenova in obnova
V zadnjih desetletjih je bilo veliko lesenih predalčnih hiš obnovljenih in omet odstranjen. Mnoge od teh stavb prvotno niso bile načrtovane kot predalčne. Pogosto je bilo treba kamen zamenjati, saj je omet onemogočil prvotno naravo hiš. Tudi poznejša vgradnja oken in druge spremembe so včasih spremenile videz. V mnogih starih mestih in vaseh se za debelimi plastmi ometa skriva predalčje, ki ga je vredno ohraniti.
Poleg obnove zgodovinskih delov stavb v zadnjih 20 letih popolno ali delno prenavljajo med vojno poškodovane posamezne spomenike ali palične konstrukcije, Römerberg  (Frankfurt na Majni) na primer, v Hildesheimu je bil prenovljen celoten trg. Obnovili so tudi domnevno "najlepšo predalčno hišo na svetu" Mesarsko cehovsko hišo (Knochenhaueramtshaus). V Braunschweigu je bila leta 1994 končana obnova Stare tehtnice (Alten Waage).
V številnih muzejih na prostem so obnovljene predalčne hiše. V muzeju na prostem v Hessenparku je veliko hiš, ki so bile porušene drugje in še vedno čakajo na ponovno postavitev.

### Splošno
- Wilfried Koch, Umetnost stavbarstva, MK 1999, ISBN 86-11-14124-5
- Günther Binding, Udo Mainzer, Anita Wiedenau: Kleine Kunstgeschichte des deutschen Fachwerkbaus. Darmstadt 1989, ISBN 3-534-06900-5
- Wilhelm Fiedler: Das Fachwerkhaus in Deutschland, Frankreich und England. Originalausgabe: Berlin 1903, Reprint: Leipzig 2006, ISBN 978-3-8262-3003-5
- Manfred Gerner: Fachwerk. Instandsetzung, Sanierung, Neubau. DVA, München 2007, ISBN 978-3-421-03575-2
- G. Ulrich Großmann: Der Fachwerkbau in Deutschland. Das historische Fachwerkhaus, seine Entstehung, Farbgebung, Nutzung und Restaurierung. 3. erweiterte Auflage, Dumont, Köln 2004, ISBN 978-3-8321-7463-7
- G. Ulrich Großmann: Fachwerk in Deutschland – Zierformen seit dem Mittelalter. Petersberg 2006, ISBN 978-3-86568-154-6
- Wolfgang Lenze: Fachwerkhäuser, restaurieren – sanieren – modernisieren. 8. durchgesehene Aufl. 2011, ISBN 978-3-8167-8530-9
- Heinrich Stiewe: Fachwerkhäuser in Deutschland. Konstruktion, Gestalt und Nutzung vom Mittelalter bis heute. Primus, Darmstadt 2007, ISBN 978-3-89678-589-3
- W. Prieser: Das Holzfachwerkhaus. In: Ausbau, Heft 3/1957, S. 180–190, Paul-Christiani-Verlag, Konstanz 1957

### Posamezne regije
- Buchreihe Das deutsche Bürgerhaus. Verlag Ernst Wasmuth, Tübingen 1959– (siehe auch Bandübersicht im Bayerischen Verbundkatalog)
- Anton von Behr: Rheinische Fachwerkbauten aus den Regierungsbezirken Coblenz und Trier von Rheim und Mosel, Eifel, Westerwald und Hunsrück. Trier 1905 (Digitalisat)
- Wilhelm Hansen, Herbert Kreft: Fachwerk im Weserraum. Hameln 1980
- Fred Kaspar: Fachwerkbauten in Westfalen vor 1600. 1978 (Volltext als PDF)
- Fred Kaspar: Fachwerkbauten des 14. bis 16. Jahrhunderts in Westfalen. 1986 (Volltext als PDF)
- Helmut Nachtigall: Zimmermannskunst im Hüttenberg – der Hüttenberger Hof. N.G. Elwert Verlag, Marburg 1973, ISBN 3-7708-0479-1
- Herbert Nicke: Bergisches Fachwerk. Ein Streifzug durch Architektur und Geschichte des rechtsrheinischen Fachwerkbaus. Martina Galunder-Verlag, Wiehl 1996, ISBN 3-931251-10-1
- Hermann Dieter Oemler: Fachwerk in Wernigerode. Oemler-Verlag, Wernigerode 1999, ISBN 3-9805751-1-X
- Ursula Pfistermeister: Fachwerk in Franken. Carl, Nürnberg 1993, ISBN 3-418-00367-2
- Rudi Krauß: Fachwerk im Landkreis Kitzingen, aufgezeigt an Fachwerkbauten in Dettelbach und Umgebung. In: Jahrbuch für den Landkreis Kitzingen. Verlag J. H. Röll GmbH, Dettelbach 2014. ISBN 978-3-89754-434-5. S. 259–279
- Robert Slawski: Braunschweiger Fachwerk. Braunschweig 1988
- Hermann Schilli: Fachwerkbauten in Baden, 1981, ISBN 3-921340-54-3
- Alfred Baeschlin: La arquitectura del caserío vasco. Eusko-ikaskuntza, Argitalpenak, Donostia 1992, ISBN 84-87471-34-X (http://www.eusko-ikaskuntza.org/eu/publicaciones/colecciones/cuadernos/articulo.php?o=10809)
- Michel Duvert, Xemartin Bachoc: Charpentiers basques et maisons vasconnes, 2001 (Baskisch)
- Dieter-Jürgen Mehlhorn: Das baskische Bauernhaus: Lebensweise, Siedlung und Haus des Bauern im spanischen Teil des Baskenlandes. Werner-Verlag, Düsseldorf, 1988, ISBN 3-804126-90-1
- Irmtraud Schaarschmidt-Richter (Text), Mo Nishikawa (Fotos): Himeji Castle, Ernst und Sohn, 1998, ISBN 3-433-027145